# Whipple (tàu vũ trụ)

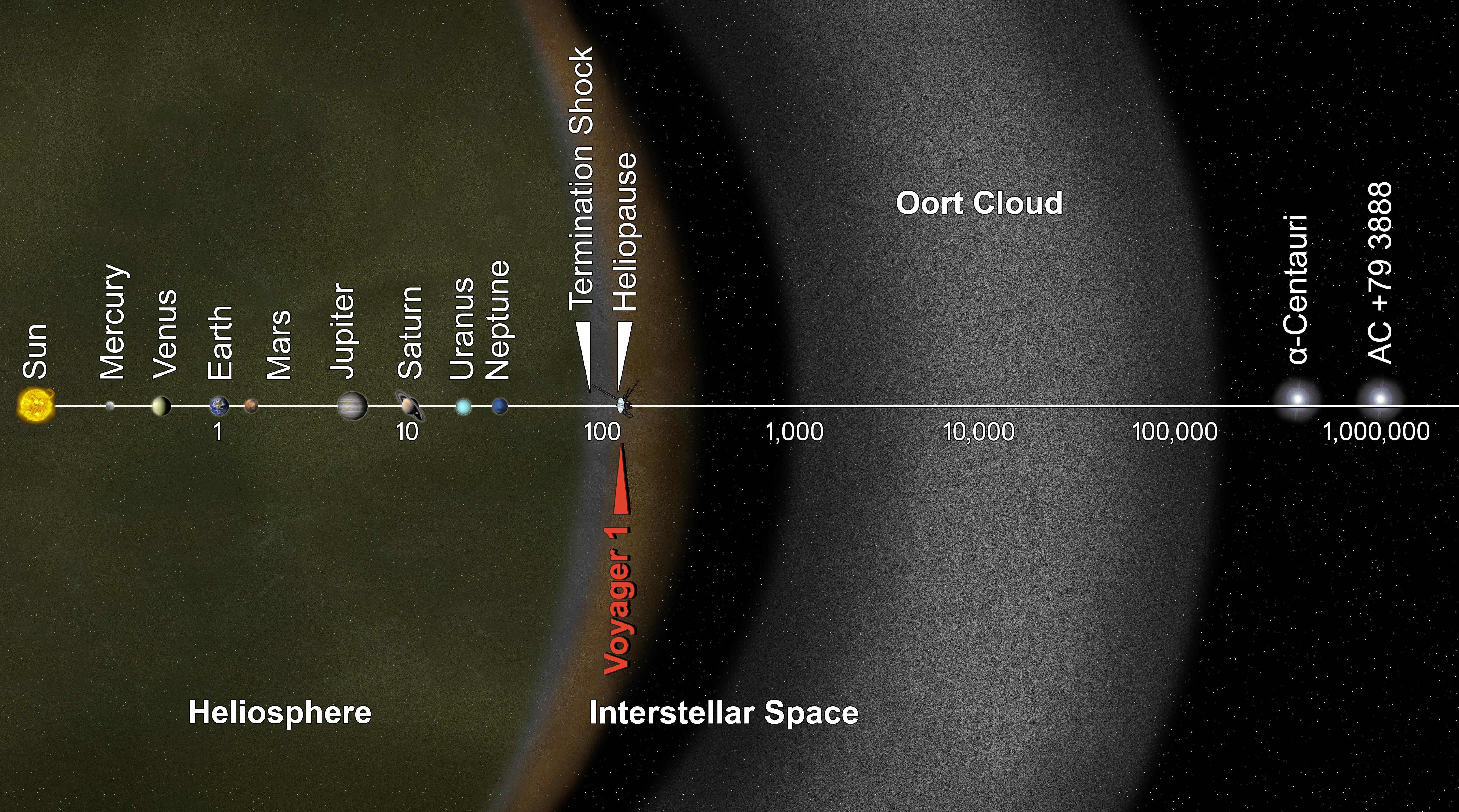
Đây là biểu đồ logarit hiển thị khoảng phạm vi dự đoán của đám mây Oort. Sự kết hợp giữa kích thước nhỏ và khoảng cách đã khiến những vật thể này vượt quá khả năng của kính viễn vọng quang học hiện có.

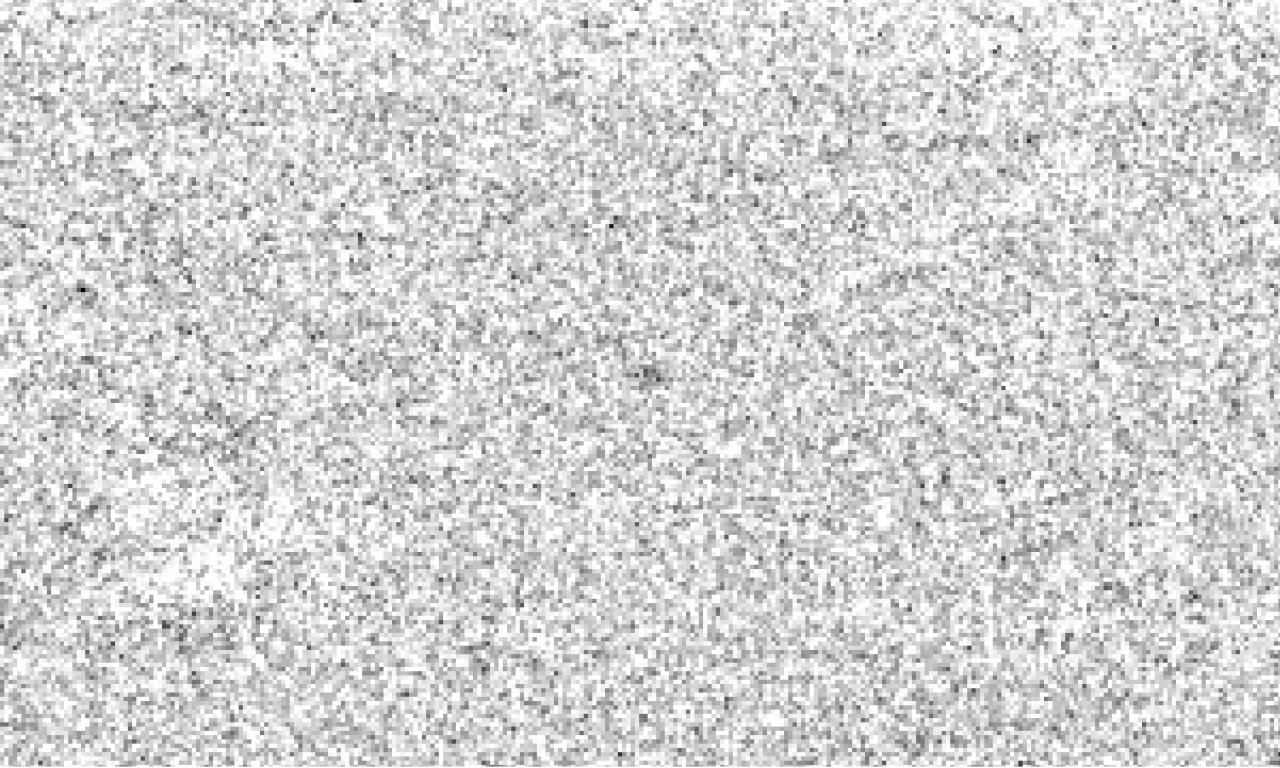
Quan sát về Sao chổi Halley năm 2003 với khoảng cách 28 AU tính từ Mặt trời cho thấy một số khó khăn trong việc quan sát các vật thể khi chúng ngày càng xa. Theo quan điểm này, các ngôi sao nền đã được loại bỏ bằng cách xử lý hình ảnh. Whipple sẽ cố gắng phát hiện các vật thể sao chổi có khoảng cách lên tới 10000

Quỹ đạo của Sedna (màu đỏ) đặt trên quỹ đạo của các vật thể trong Hệ Mặt trời bên ngoài (quỹ đạo của Sao Diêm Vương có màu tím).

Whipple là một đài quan sát không gian được đề xuất trong Chương trình khám phá của NASA. Đài quan sát sẽ cố gắng tìm kiếm các vật thể trong vành đai Kuiper và đám mây Oort được lý thuyết hóa bằng cách tiến hành quan sát huyền bí mù. Mặc dù đám mây Oort đã được đưa ra giả thuyết vào những năm 1950, nhưng nó vẫn chưa được quan sát trực tiếp. Nhiệm vụ sẽ cố gắng phát hiện các vật thể trên đám mây Oort bằng cách quét trong những khoảnh khắc ngắn trong đó các vật thể sẽ chặn ánh sáng của các ngôi sao nền.
Năm 2011, sáu con tàu vào chung kết đã được chọn cho Chương trình Khám phá 2016 và Whipple không nằm trong số đó, nhưng nó đã được trao tiền tài trợ để tiếp tục nỗ lực phát triển công nghệ.

## Mô tả
Whip sẽ quay quanh quỹ đạo quầng quanh Trái đất Mặt trời L2 và có một quang kế sẽ cố gắng phát hiện các vật thể của đám mây Oort và vành đai Kuiper (KBO) bằng cách ghi lại quá trình di chuyển của các ngôi sao xa xôi. Nó sẽ được thiết kế để phát hiện các đối tượng cách xa tới 10000 AU.  Một số mục tiêu nhiệm vụ bao gồm phát hiện trực tiếp đám mây Oort lần đầu tiên và xác định giới hạn ngoài của vành đai Kuiper.  Whip sẽ được thiết kế để phát hiện các vật thể nhỏ tới một km (nửa dặm) ở khoảng cách 2 ngàn tỷ dặm (3.200×109 km; 22.000 AU). Kính viễn vọng nó sẽ cần một phạm vi quan sát tương đối rộng và ghi nhịp nhanh để nắm bắt sự quá cảnh mà có thể kéo dài chỉ vài giây.
Năm 2011, Whipple là một trong ba đề xuất giành giải thưởng phát triển công nghệ trong lựa chọn Chương trình Khám phá. Thiết kế được đề xuất là một kính thiên văn Cassegrain catadioptric với khẩu độ 77 cm (30,3 inch). Nó sẽ có trường quan sát rộng với máy dò CMOS đọc nhanh để đạt được thời gian và độ nhạy trắc quang mong muốn.